# ALLI
ALLI（アリ、1996年2月15日 - ）は、日本の女性歌手。血液型Ｏ型。

## 経歴
2017年

・応募総数、約8000人のネクストブレイクオーディションでグランプリ獲得。

2018年

・4月28日、1stシングル「僕がいる～15の自分に向けて～」でＣＤデビュー。

2019年

・8月28日、1stミニアルバム「reflection」をリリース。
2021年

・12月19日、シングル「Moon Snow」 digital release

2023年

・10月29日、EP「Species」 digital release

・11月26日、シングル「Don't Let You Go」 digital release

## イベント、ライブ
2017年
- 2月27日、砂ばく @cafe bar gigi
- 4月29日、那珂川ブロックパーティー @那珂川駅前ステージ
- 5月 3日、第56回 博多どんたく港まつり @中央埠頭イベントスペース
- 10月 9日、渋谷109路上ライブ @渋谷109
- 10月14日、ストリーミングガール featuring 藤井隆「light showers」&「RE:WIND」Release Tour @親不孝Early Believers
- 10月30日、ALL in ONE vol.1@下北沢Culb251
- 10月31日、PURE IBIZA@秋葉原MOGRA
- 12月21日、The Live vol.28 @Cavern Beat
- 12月22日、Friendship live @福岡 INSA
- 12月24日、第43回 KBCラジオ・チャリティ・ミュージックソン @JR博多駅 博多駅前広場 Christmas market in 光の街・博多

2018年
- 1月17日、New Year Dream Jumbo 2018 @清川Cavern Beat
- 2月 9日、ALLI ワンマンライブ~Happy 22th Birthday!! Anniversary Live~ @Cavern Beat
- 3月21日、F-POP SPRING SPECIAL 2018 @Cavern Beat
- 3月25日 、FUKUOKA STREET PARTY 2018  @天神きらめき通り
- 4月28日、僕がいる～15の自分に向けて～  発売記念LIVE @下北沢Club251
- 4月28日、僕がいる～15の自分に向けて～インストアライブ @HMV＆BOOKS SHIBUYA
- 4月29日、僕がいる～15の自分に向けて～インストアライブ @HMV＆BOOKS SHIBUYA
- 4月30日、僕がいる～15の自分に向けて～スペシャルイベントin関西 @阪急西宮ガーデンズ（4階スカイガーデン、木の葉のステージ）
- 5月 2日、僕がいる～15の自分に向けて～リリース インストアライブ @福岡パルコ店
- 5月 3日、第57回 博多どんたく港まつり @中央埠頭イベントバース
- 5月 5日、「僕がいる〜15の自分に向けて〜」  発売記念スペシャルライブ @the voodoo lounge
- 5月27日、 僕がいる～１５の自分に向けて ～発売記念インストアライブ @六本松 蔦屋書店
- 6月29日、ALLI with SHiNTA @福岡Sugar Time
- 7月24日、ALL in ONE vol.2 @下北沢Club251
- 8月 2日、TOKYO TRAX @渋谷 duo MUSIC EXCHANGE
- 8月 4日、バンド to ダンス夢の夏祭り2018 @天神中央公園
- 8月10日、 KissBeeWEST定期公演 guest出演 @大阪amHALL
- 8月11日、KissBeeWEST × ALLIスペシャルファンミーティング guest:SHiNTA @Soap opera classics -Umeda-
- 8月11日、大阪「山フェス」@ OSAKA RUIDO
- 8月12日、 First Kiss Special~真夏の女子音楽会~ @amHALL
- 8月12日、ALLI 投げ銭LIVE in Osaka @Guittone(グイットーネ)
- 8月25日、24時間TV41｢愛は地球を救う｣観覧無料LIVE @大丸 福岡天神店 エルガーラ・パサージュ広場
- 8月26日、Friendship Live @HAKATA DANCITY
- 9月15日、ESP学園 Suku fes vol.1 @ESP福岡LIVE HALL EMY
- 9月16日、僕がいる～15の自分に向けて～リリースイベント インストアライブ @ HMV & BOOKS HAKATA
- 9月22日、宮地嶽神社 秋季大祭2018 @アーティストステージ
- 10月13日、異邦人(I HON CHU) @G-Shelter(那覇市)
- 10月17日、FUKUOKA BAYTOWN FESTIVAL 2018 @博多港中央埠頭イベントパース
- 10月18日、FUKUOKA BAYTOWN FESTIVAL 2018 @博多港中央埠頭イベントパース
- 10月20日、RKBラジオ祭り2018 @RKB毎日放送
- 10月25日、FUKUOKA BAYTOWN FESTIVAL 2018 @博多港中央埠頭イベントパース
- 10月28日、FUKUOKA BAYTOWN FESTIVAL 2018 @博多港中央埠頭イベントパース
- 10月29日、FUKUOKA BAYTOWN FESTIVAL 2018 @博多港中央埠頭イベントパース
- 12月24日、KBCラジオ・チャリティミュージックソン@ゆめタウン大牟田
- 12月24日、BUTABARA CITY fest.西恵利香 @THE DARK ROOM

2019年
- 1月14日、F-POP歌謡祭 @電気ビルみらいホール
- 1月17日、ふるさと祭り東京2019 @東京ドーム
- 2月17日、MORE MONA @福岡STEREO SIDE-B
- 2月18日、ALL in ONE vol.3 @下北沢club251
- 2月22日、「F-POP～勇者と仲間たち～」VoL.2 @Cavern Beat
- 3月 3日、kolme Live Museum 2019 @Early Believers
- 3月10日、夜もヒッパレ @The Voodoo Lounge
- 3月23日、Discovery Night @The Voodoo Lounge
- 3月24日、KARATSU MUSIC FESTIVAL VOL.2 @唐津市ふるさと会館アルピノ広場
- 3月29日、Voodoo Mania @The Voodoo Lounge
- 4月16日、THE LIVE vol.44 @Cavern Beat
- 4月21日、Party Cruise @スカラエスパシオ
- 5月 2日、超カレーグランプリ @舞鶴公園西広場
- 5月 3日、博多どんたく港まつり @中央ふ頭イベントスペース
- 5月 4日、博多どんたく港まつり @百道浜演舞台
- 5月12日、Tenjin pocket festival @天神ポケット
- 5月25日、よかもんフェス2019 @Gate's7
- 6月14日、BUTABARA CITY @The Voodoo Lounge
- 6月17日、KIYOKAWA BEAUTY COLLECTION vol.4 @Cavern Beat
- 6月29日、風音2019 @西南学院大学チャペル
- 7月13日、YUKUHASHI SEASIDE FES'2019 @長井浜海水浴場特設ステージ
- 7月29日、TOKYO TRAX @ 渋谷 duo MUSIC EXCHANGE[2]
- 8月17日、ナツナバル2019 @ベイサイドプレイス博多
- 8月24日、24時間テレビチャリティーライブ! @大丸福岡天神店
- 8月27日、対馬屋台村SpecialLive @博多駅前大屋根広場
- 8月28日、「reflection」発売記念インストアライブ @HMV＆BOOKS HAKATA店
- 8月30日、ALLIPA!! @The Voodoo Lounge
- 9月 1日、「reflection」発売記念インストアライブ @エンタバアキバ
- 9月 2日、「reflection」発売記念インストアライブ @渋谷マルイ8Fイベントスペース
- 9月 4日、「reflection」発売記念インストアライブ @タワーレコード福岡パルコ店
- 9月 5日、「reflection」発売記念インストアライブ @タワーレコード福岡パルコ店
- 9月11日、evergreen 0vol.32 @Cavern Beat
- 9月15日、「reflection」発売記念インストアライブ @六本松 蔦屋書店
- 9月21日、YAVADJs @at Mizu no Oto～水の音
- 9月22日、「reflection」発売記念インストアライブ @ヴィレッジヴァンガード　アメリカ村店
- 9月22日、投げ銭ライブVol.2 @Guittone
- 10月 5日、CROSS FM de Act AgainstAIDS @マークイズ福岡ももち
- 10月 6日、ALL in ONE vol.5 @下北沢Club251
- 10月12日、ドリー夢vol.9 @brick
- 10月19日、「松藤量平×野副一喜」オープニングアクト @Loretta
- 10月26日、「reflection」発売記念インストアライブ @六本松 蔦屋書店
- 11月 5日、月刊博多フォークジャンボリー @Cavern Beat
- 11月24日、武井麻里子presents「エレ日。vol.16」 @下北沢MOSAiC
- 12月15日、ドラマリンコンサートVol.20 @初台DOORS
- 12月24日、KBCラジオ・チャリティミュージックソン @ゆめタウン久留米
- 12月29日、F-POP感謝祭 2days 2nd day @Cavern Beat

2020年
- 1月12日、F-POP歌謡祭 vol.2 @電気ビルみらいホール

2021年
- 3月13日、STARRY NIGHT JAM vol.71プラネタリウムライブ @福岡市科学館
- 5月 5日、3rd Anniversary Live Star Rich @The Voodoo Lounge
- 7月16日、OPEN DOOR @graf
- 8月 9日、ALL IN ONE SUMMER SPECIAL @下北沢club251
- 11月20日、BUTABARA CITY 4TH ANNIVERSARY PARTY! GO→ @THE DARK ROOM
- 11月26日、HARVEST 2021 @BEAT STATION
- 12月18日、ドラマリンコンサートVol.21 @初台DOORS
- 12月26日、BUTABARACITY @graf

2022年
- 1月10日、HARVEST LOUNGE @border
- 2月11日、天野なつ ✕ ALLI ツーマンライブ @The Voodoo Lounge
- 2月23日、logic @ border
- 2月27日、F-POP WINTER SPECIAL @Cavern Beat
- 4月10日、BUTABARA CITY @Queblick
- 4月24日、F-POP SPRING SPECIAL @Cavern Beat
- 5月 5日、Star Rich 4th Anniversary Live @The Voodoo Lounge
- 8月 6日、対馬厳原港まつり @厳原港東浜ふ頭
- 8月 7日、対馬厳原港まつり @厳原港東浜ふ頭
- 9月18日、ALLI×nonka First 2man live　@TENJIN Dining MiST
- 10月 2日、熱いぜ！宮崎展 @エルガーラ・パサージュ広場
- 10月28日、Monthly F-POP vol.1 @Cavern Beat
- 10月29日、大谷祭 ～Otani Live～ @九州大谷短期大学
- 11月11日、まるっと対馬 MARCHE @エルガーラ・パサージュ広場
- 11月13日、南国音楽祭2022 @天神ライオン広場
- 12月 1日、MIKKAYOI @The Voodoo Lounge

2023年
- 1月20日、WONDER BOX Vol.1.5 @The Voodoo Lounge
- 2月11日、天野なつ ✕ ALLI ツーマンライブ @The Voodoo Lounge
- 2月18日、MARINA LIVE TOUR2023 EXTRA EDITION @INSA
- 2月23日、映画「猫の記憶」上映会 @スカラエスパシオ